# 犬泣き淵
犬泣き淵（いぬなきふち）は、徳島県美馬市脇町にある東俣谷川の滝。落差は約4m。

## 地理
吉野川の支流である東俣谷川にある淵。滝は2段で上段2m、下段2mほどである。上段のすぐ上に高さ1mほどの堰があり、正面から見ると3段の滝のようにも見える。
その昔、獲物を追って主人と離れてしまった猟犬が、主人の呼び声を耳にして濁流のなかに飛び込み、滝壺に沈んでしまったという哀れな話が残されており、それが滝名の由来となっている。また、睡魔に誘われた猟師が、激しく吠え立てる愛犬を切り捨てた際に、滝の上へすっくと鎌首を持ち上げてきた四斗樽のような大蛇と立ち向かったという伝承もある。

## 交通
- 徳島自動車道「脇町インターチェンジ」より車で約20分。
- JR徳島線「穴吹駅」より車で約25分。